# Loretánská kaple v České Lípě
Českolipská loretánská kaple je jednou ze 48 tzv. loret na území České republiky. Nachází se v centru okresního města v areálu augustiniánského kláštera, jehož prostory jsou součástí Vlastivědného muzea a galerie v České Lípě. Barokní areál kláštera včetně loretánské kaple je zapsán na Ústředním seznamu nemovitých kulturních památek České republiky.

## Historie
Loretánská kaple byla vybudována na pozemcích augustiniánského kláštera, oficiálně založeného v roce 1627 Albrechtem z Valdštejna, který v roce 1623 získal Českou Lípu spolu s novozámeckým panstvím a chtěl tímto aktem pozvednout význam jednoto z hlavních měst svého Frýdlantského vévodství. Kaple byla postavena z popudu někdejšího majitele České Lípy hraběte Karla Ferdinanda z Valdštejna, základní kámen byl položen 24. dubna 1698 a ještě v témže roce byla tzv. Svatá chýše slavnostně otevřena. K bohatství vnitřní výzdoby značnou měrou přispěla manželka Karla Ferdinanda Marie Alžběta z Harrachu, která kapli věnovala řadu cenných předmětů, jako je monstrance, stříbrné korunky Panny Marie a Ježíška a jiné. Nad vchod do kaple byl umístěn alianční znak obou rodů, tj. Valdštejnů a Harrachů. 
Kaple stojí uprostřed tzv. rajského dvora. Čtvercový ochoz neboli ambit, který dvůr obklopuje, byl vybudován spolu s kopií Svatých schodů a dalšími kaplemi až mezi lety 1725 - 1732 jako doplňující součást tohoto poutního místa. Krytý ochoz kolem loretánské kaple měl  četným poutníkům poskytnout provizorní přístřeší a zároveň i místo ke zpovědi či k modlitbě.

## Popis stavby
Při pohledu zvenčí působí stavba českolipské lorety mnohem jednodušeji a skromněji, než další nedaleká severočeská loreta, značně proslulejší loretánská kaple v Rumburku z roku 1704, která je spolu s pražskou loretou na Hradčanech a loretou v Kosmonosích  věrnější napodobeninou Svaté chýše v italském Loretu. 

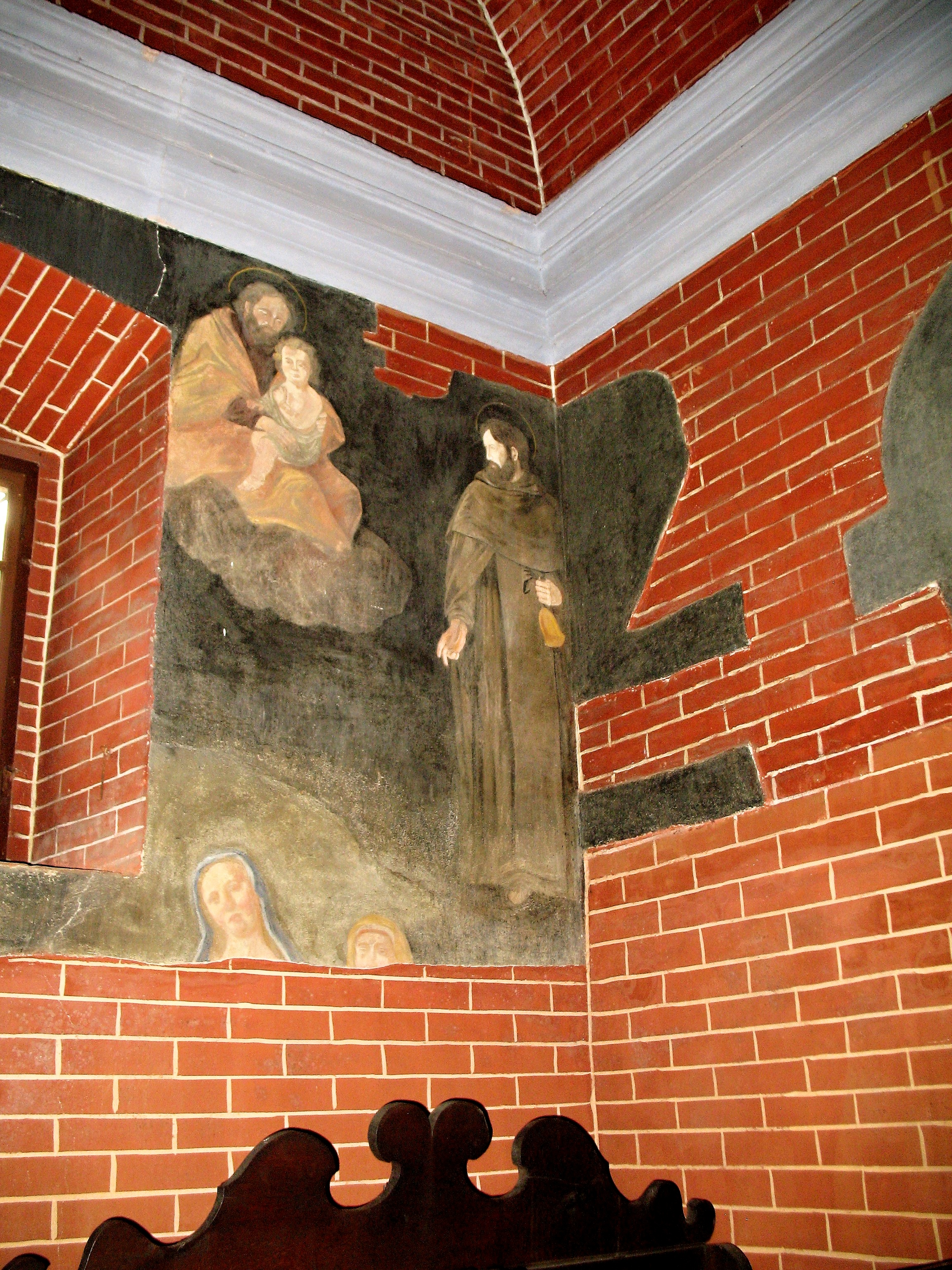
Výzdoba stěn kaple

Vnitřní výzdoba českolipské lorety je však velmi bohatá. Na stěnách je naznačeno hrubé zdivo a jsou zde uměle vytvořeny fragmenty fresek, zpodobňujících výjevy ze života Panny Marie.
Na jižní straně kaple je oltář a nad ním je neobvykle umístěno sousoší, znázorňující Zvěstování Panny Marie. Toto barokní dílo neznámého umělce, vyřezané z lipového dřeva, bylo původně silně postříbřeno, avšak stříbro bylo sejmuto a zabaveno jako jiné drahé kovy v době napoleonských válek. V téže době také zmizely lampy z drahých kovů, které byly podle historických zdrojů původně zavěšeny z trámu, na němž stojí sousoší Zvěstování. Uvádí se, že toto sousoší nechala zhotovit hraběnka Marie Alžběta z Harrachu podle vzoru z loretánské kaple ve vídeňském Hofburgu, kde se nachází hrobka rodu Harrachů. Za oltářem je výklenek se sochou Panny Marie Loretánské, oddělený přes celou čelní stěnu ozdobnou mříží. 

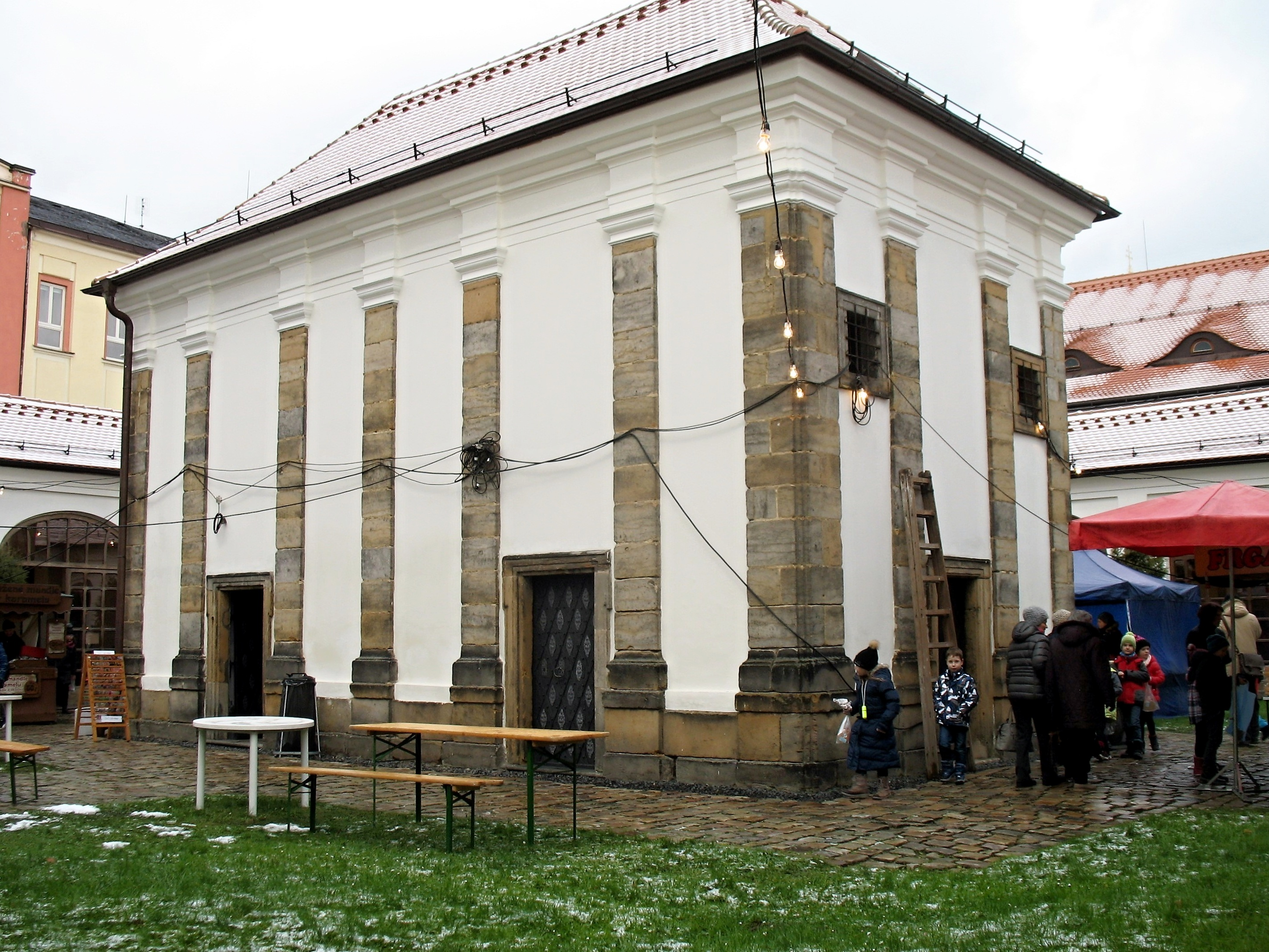
Rajský dvůr s loretou během vánočních trhů

Mezi další zvláštnosti českolipské lorety patří ostatkové skříně v oltářním stole. Kromě svatých ostatků nebo kousků zdiva z památných míst  lze zde spatřit i různé dekorativní předměty s květinovými motivy. Předpokládá se, že kosterní pozůstatky získala v římských katakombách a následně darovala českolipské loretánské kapli majitelka zákupského panství Anna Marie Františka, velkovévodkyně Toskánská, která byla proslulá svou zbožností a která se mimo jiné osobně zúčastnila slavnostního zpřístupnění Svatých schodů v areálu augustiniánského kláštera v České Lípě.
Pozlacení, respektive postříbření soch a dalších předmětů z vnitřní výzdoby kaple bylo obnoveno při restaurování v roce 1867. Další restaurátorské práce, avšak menšího rozsahu, zde proběhly v roce 1936. 

## Přístup
Na rozdíl od většiny objektů v klášterním areálu, vyhrazených muzejním expozicím, není interiér loretánské kaple běžně přístupný veřejnosti. Pravidelně je kaple otevřena pro návštěvníky během vánočních trhů, které se konají v areálu muzea každoročně vždy na počátku prosince, případně při jiných výjimečných příležitostech.